# رگنسبورگ ۹۲۷
سیارک ۹۲۷ (به انگلیسی: 927 Ratisbona، نامگذاری:1920GO) نهصد و بیست و هفتمین سیارک کشف شده‌است که در ۱۶ فوریه ۱۹۲۰ و در هایدلبرگ کشف شد.
قدر مطلق سیارک برابر ۹٫۵۴ است.